# Ernst Hafter
Ernst Sigmund Hafter (Zürich, 9 december 1876 - Kilchberg, 17 maart 1949) was een Zwitsers jurist, rechter en hoogleraar.

## Biografie

Ernst Hafter rond 1914.

### Achtergrond en opleiding
Ernst Hafter werd in 1876 geboren als zoon van politicus Adam Hafter, die zetelde in de Regeringsraad van Zürich, de regering van het kanton Zürich. Ernst was een halfbroer van Eugen Hafter. Hij zou tweemaal in het huwelijk treden: een eerste maal in 1901 met Magdalene Henriette Springer, een dochter van een Berlijnse uitgever, en een tweede maal in 1938 met Emilie Bodmer.
In 1895 startte Ernst Hafter zijn rechtenstudies aan de Universiteit van Zürich. Een jaar later, in 1896, wisselde hij die universiteit in voor de Friedrich-Wilhelms-Universität in Berlijn. Het jaar daarop studeerde hij ook een semester in Straatsburg, dat in die periode niet tot Frankrijk maar tot het Duitse Keizerrijk behoorde. Vervolgens doctoreerde hij in 1900 aan de Universiteit van Bern bij de vooraanstaande jurist Eugen Huber met een proefschrift over de Zwitserse spoorwegpensioenen (Die Schweizerische Eisenbahnrente).

### Hoogleraar
Vervolgens besloot Hafter zich in het strafrecht te specialiseren. In 1901 trok hij opnieuw naar Berlijn, waar hij bij de Duitse jurist Franz von Liszt een Habilitationsschrift uitwerkte met als titel Die Delikts- und Straffähigkeit der Personenverbände. Met dit proefschrift wist hij in 1902 de venia legendi (toelating) te verwerven om de vakken strafrecht en straf- en burgerlijk procesrecht te doceren aan de Universiteit van Zürich. In 1905 werd hij tevens benoemd tot buitengewoon hoogleraar voor de vakken rechtsencyclopedie en rechtspsychologie en tevens voor strafrecht en de beide procesrechtelijke vakken. Sinds 1911 was hij gewoon hoogleraar. In de periode van 1910 tot 1912 was Hafter decaan van de faculteit rechts- en politieke wetenschappen van de Universiteit van Zürich. Later was hij van 1922 tot 1924 rector magnificus van deze universiteit. Van 1908 tot 1913 was hij enkele jaren lid van de Zwitserse Juristenvereniging. Nadat hij in 1937 aan de Universiteit van Genève een eredoctoraat had gekregen, ging hij in 1942 op emeritaat. Als erkenning voor zijn academische carrière werd hij toen door de Regeringsraad van Zürich benoemd tot ereprofessor.
Van 1908 tot 1946 was Ernst Hafter eveneens aan de slag als rechter in het Kassationsgericht van het kanton Zürich, dat in die periode onder voorzitterschap stond van professor Friedrich Meili. Van 1925 tot 1946 zetelde hij eveneens als voorzitter van het federale Militärkassationsgericht, de hoogste militaire rechtbank.

Groepsportret van de expertencommissie voor het opstellen van het Zwitserse Strafwetboek. Ernst Hafter is de tweede van rechts.

Hafter was de opsteller van het voorontwerp van het Zwitserse Militaire Strafwetboek in 1927. Hij zetelde eveneens in de expertencommissie voor de opstelling van het Zwitsers Strafwetboek, waarin naast hem ook Emil Zürcher, Georges Favey, Carl Stooss, Alfred Gautier, Otto Kronauer en Alexander Reichel zetelden. Hierbij speelde hij een belangrijke rol bij het depenaliseren van homoseksuele handelingen. Op grond van zijn opmerkingen besloot de Nationale Raad in 1929 consensuele seksuele handelingen tussen volwassenen van hetzelfde geslacht te legaliseren.

## Onderscheidingen
- Doctor honoris causa aan de Universiteit van Genève (1937)

## Werken
- Die Schweizerische Eisenbahnrente, 1900.
- Die Delikts- und Straffahigkeit der Personenverbande, 1903.
- Strafe und sichernde Massnahme im Vorentwurfe zu einem schweizerischen Strafgesetzbuche, 1904.
- Titelanmassung, 1915.
- Vorentwurf zu einem Schweizerischen Militärstrafgesetzbuch mit Motiven, 1918.
- Strafrechtlicher Patentschutz gegenüber Aktiengesellschaften, 1919.
- Sozialwucher, 1920.
- Strafrecht und Schuld, 1923.
- Gesetzesänderung und milderes Recht, 1928.
- Homosexualität und Strafgesetzgeber, 1929.
- Lehrbuch Des Schweizerischen Strafrechts, drie delen, 1926-1946.
- Das eidgenössische Strafrecht und die Vorbehalte zugunsten der Kantone im Sinne des Art. 335 des schweizerischen Strafgesetzbuches, 1939.
- Wir Juristen, 1944.